# Znak towarowy

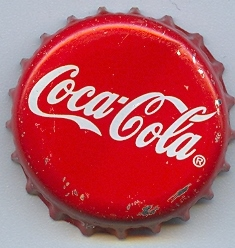
Znak towarowy

Znak towarowy (ang. trademark) – każde oznaczenie, które nadaje się do odróżnienia towarów jednego przedsiębiorcy od towarów innego przedsiębiorcy i jest możliwe do przedstawienia w rejestrze znaków towarowych w sposób pozwalający na ustalenie jednoznacznego i dokładnego przedmiotu udzielonej ochrony. 

## Rodzaje znaków towarowych
Rodzaje oznaczeń, które mogą być przedmiotem prawa ochronnego na znak towarowy:
- znaki słowne;
- znaki obrazowe (graficzne);
- znaki przestrzenne;
- kolory[2];
- hologramy[3];
- znaki ruchome;
- znaki pozycyjne;
- gesty;
- znaki dźwiękowe[4];
- znaki zapachowe[5];
- znaki dotykowe.

## Kategorie normatywne znaków towarowych
Ze względu na sposób wykorzystania znaku towarowego w obrocie wyróżnia się:
- znak towarowy indywidualny – zapewnia wyłączność używania temu podmiotowi, na którego rzecz jest on zarejestrowany;
- znak towarowy na który zostało udzielone wspólne prawo ochronne – znak towarowy przeznaczony do równoczesnego używania przez kilku niezależnych przedsiębiorców;
- wspólny znak towarowy – obejmuje dwa rodzaje:

1. wspólny znak towarowy zwykły – przeznaczony do używania przez organizację posiadającą osobowość prawną, która została powołana do reprezentowania interesów przedsiębiorców oraz przedsiębiorców w niej zrzeszonych. Prawo ochronne na wspólny znak towarowy zwykły może zostać udzielone tylko na rzecz organizacji,
2. wspólny znak towarowy gwarancyjny – przeznaczony do używania przez przedsiębiorców stosujących się do zasad ustalonych w regulaminie znaku przyjętym przez organizację posiadającą osobowość prawną, na której rzecz znak ten został zarejestrowany. Organizacja na rzecz której znak ten został zarejestrowany sama nie może go używać.

Ze względu na postrzeganie znaku towarowego przez odbiorców i jego znajomość wyróżnia się:
- znak towarowy powszechnie znany – znak towarowy notoryjny;
- znak towarowy renomowany – znak towarowy symbolizujący potwierdzoną jakość towarów lub usług.

Ze względu na przeznaczenie znaku wyróżnia się znak towarowy i usługowy.
Osobną kategorią znaków towarowych mogą być znaki towarowe opisowe. Rejestracji w Urzędzie Patentowym RP / EUIPO / WIPO nie podlegają wszelkiego rodzaju oznaczenia jednoznacznie wskazujące na towary lub usługi z branży, której dotyczą. Stwierdzenia popularne (np. piwo jasne, kredyty, słodycze) nie będą mogły być skutecznie zarejestrowane jako znak towarowy, a w takiej sytuacji zastosowanie może mieć znak słowno-graficzny.

## Historia
Pierwotnie znaki umieszczano na przedmiotach używanych do celów mistycznych. Miały również wskazywać na osobę właściciela lub wytwórcy. Wraz z rozwojem gospodarczym praktyka oznaczania towarów stała się coraz powszechniejsza. W średniowieczu znaki towarowe były traktowane jako przywilej udzielany cechom rzemieślniczym przez ówczesnych władców. W gildiach i cechach zobowiązywano swoich członków do nakładania określonych znaków na wytwarzane przez nich produkty. Tym samym był to nośnik informacji o pochodzeniu towaru oraz jego jakości.
Rewolucja przemysłowa z przełomu XVIII i XIX wieku stała się powodem wielkich zmian. Zniesiono cechy i unieważniono przywileje. Dzięki wynalazkom udało się zwiększyć produkcję towarów i jednocześnie obniżyć ich koszt. Pomogła również liberalna polityka gospodarcza. W wyniku tego zwiększała się liczebność mieszkańców miast. Dynamicznie wzrastał popyt na towary. Znaki towarowe, jako istotny nośnik informacji o ich pochodzeniu wymagały ochrony prawnej. Tym bardziej, że światowe koncerny, które już wtedy powstały zaczęły dostrzegać, że brakuje międzynarodowych regulacji chroniących ich interesy. Przełom nastąpił wraz z podpisaniem 20 marca 1883 Konwencji Paryskiej o ochronie własności przemysłowej. Ustanawiała ona międzynarodowy system ochrony znaków towarowych. Z późniejszymi zmianami obowiązuje do dziś.
Najstarsze zarejestrowane znaki towarowe to:
- Polska – 11 kwietnia 1924 zarejestrowano pierwszy po odzyskaniu niepodległości znak towarowy przeznaczony do oznaczania ultramaryny. Była to etykieta z wizerunkiem leżącego lwa, nad którym znajdował się dwugłowy orzeł w otoczeniu medali[10]. Właścicielem znaku była Pruszkowska fabryka ultramaryny Sommer i Nower.
- Wielka Brytania – 1 stycznia 1876 zarejestrowano znak towarowy będący etykietą piwa Bass. Został on zgłoszony jako czarno białe oznaczenie o owalnym kształcie, w którego centralnym miejscu znajdował się trójkąt[11]. Prawo ochronne na ten znak zostało udzielone Brandbrew S.A. i nadal jest w mocy.
- Stany Zjednoczone – 30 sierpnia 1870 zarejestrowano znak towarowy przedstawiający orła ze wstążką oraz napisem „Economical Beautiful Durable”[12]. Zgłoszenia dokonała Averill Chemical Paint Company[13]. Z racji tego, że Sąd Najwyższy USA uznał pierwszą ustawę o znakach towarowych z 1870 za niekonstytucyjną wszystkie zarejestrowane na jej mocy znaki towarowe zostały unieważnione[14]. W związku z tym za najstarszy znak towarowy uznaje się ten zarejestrowany 27 maja 1884 przedstawiający biblijnego Samsona walczącego z lwem[15]. Rejestracji dokonano na rzecz JP Tolman Company (dziś Samson Rope Technologies, Inc.).

## Ochrona znaku towarowego

### Zasięg terytorialny
Prawo ochronne na znak towarowy jest terytorialne i swoim zasięgiem może obejmować określone kraje lub regiony. Istnieją trzy rodzaje procedur rejestracyjnych, różniące się zasięgiem terytorialnym ochrony:
1. krajowa – podanie składa się do urzędu patentowego we wskazanym państwie (np. w Polsce jest to Urząd Patentowy RP w Warszawie);
2. regionalna – podanie składa się do wybranego urzędu (np. w Unii Europejskiej jest to Urząd UE ds. Własności Intelektualnej w Alicante w Hiszpanii);
3. międzynarodowa – podanie składa się do Biura Światowej Organizacji Własności Intelektualnej w Genewie w Szwajcarii[16]. W tym przypadku rozszerza się ochronę znaku już zarejestrowanego w procedurze krajowej lub regionalnej.

Aby znak towarowy mógł być zarejestrowany, musi spełniać określone wymogi. Z samej jego definicji wynika, że musi:
- nadawać się do odróżniania towarów lub usług (nie są rejestrowane znaki ogólnoinformacyjne);
- musi być możliwy do przedstawienia w rejestrze znaków towarowych w sposób pozwalający na ustalenie jednoznacznego i dokładnego przedmiotu udzielonej ochrony

### Zakres ochrony
Nie każdy znak towarowy może być traktowany jako własność w sposób ścisły, chociażby dlatego, że niektóre słowa muszą określać klasę produktów w sensie ogólnym i są używane w potocznym języku (taka sytuacja zachodzi w przypadku słowa apple, z ang. jabłko, oraz firmy „Apple”). Podobnie się dzieje w przypadku znaków, które są identyczne z nazwiskami, nazwami geograficznymi lub niezbywalnymi cechami danej rzeczy. Znaczenie drugorzędne znaku może być objęte ochroną należną znakowi towarowemu jedynie wtedy, gdy właściciel może udowodnić, że używał tego znaku z wyłącznością przez określony czas. Rolę dowodu może pełnić np. ankieta wśród konsumentów wykazująca, że dane nazwisko lub nazwa geograficzna jest kojarzona głównie z właścicielem znaku oraz jego produktem.
Bardziej chronione są znaki „sugestywne”, które wymagają od konsumenta więcej wyobraźni potrzebnej do rozpoznania produktu, niż znaki wprost (jak np. obraz Merkurego sugerującego szybkość doręczania przez FTD), oraz arbitralne znaki słowne używane w kontekście nietypowym (np. „Apple” w kontekście komputera). Największej ochronie podlegają słowa, terminy i znaki które zostały wymyślone „od zera” (takie jak np. „Kodak”).
Szczegółowe rozwiązania w poszczególnych krajach mogą być dość różnorodne. W wielu krajach ochroną można objąć kolory (takie jak pomarańczowy dla szampana lub brązowy dla doręczania paczek pocztowych), trójwymiarowe znaki, dźwięki lub nawet zapachy.  W Stanach Zjednoczonych ryk lwa został zarejestrowany przez Metro-Goldwyn-Mayer.
Większość krajów wyklucza spod ochrony należnej znakowi towarowemu flagi narodowe, znaki które są mylące w stosunku do pochodzenia lub natury produktu, znaki mogące kogoś urazić oraz znaki obsceniczne.

### Przesłanki rejestracji znaku towarowego
W dniu 15 kwietnia 2016 weszła w życie zmiana ustawy Prawo własności przemysłowej, która doprowadziła do zmiany systemu udzielania ochrony dla znaków towarowych. Główna zmiana spowodowała przejście z systemu badawczego na system sprzeciwowy. System badawczy polegał na tym, że Urząd Patentowy badał wszystkie przesłanki odmowy rejestracji znaku towarowego. W systemie sprzeciwowym Urząd bada tylko podstawowe przesłanki odmowy rejestracji oraz bezwzględne przesłanki odmowy rejestracji znaku towarowego, natomiast co do względnych przesłanek rejestracji znaku towarowego konieczny jest sprzeciw osoby trzeciej.
Najbardziej typową bezwzględną przeszkodą w rejestracji znaku towarowego będzie taka sytuacja, gdy znak towarowy zostanie zgłoszony w złej wierze lub jest sprzeczny z dobrymi obyczajami czy porządkiem publicznym. Inne osoby mogą zgłosić swój sprzeciw co do rejestracji znaku towarowego, gdy narusza ich prawa autorskie lub majątkowe, lub gdy ktoś próbuje zastrzec znak towarowy identyczny lub podobny do ich znaku towarowego.
Oprócz bezwzględnych przesłanek odmowy, przeszkodą w uzyskaniu prawa do znaku towarowego może być złożenie sprzeciwu wobec zgłoszenia przez przedsiębiorcę z wcześniejszym prawem. Katalog względnych podstaw odmowy, tak samo jak w przypadku bezwzględnych przesłanek, jest katalogiem zamkniętym, którego wyliczenie ma charakter enumeratywny. Wśród względnych podstaw odmowy wyróżnia się w szczególności takie okoliczności, gdy:
- późniejszy znak narusza cudze prawa osobiste lub majątkowe (np. prawa autorskie, prawo do firmy);
- późniejszy znak jest identyczny z wcześniejszym znakiem towarowym, a został zgłoszony dla identycznych towarów lub usług;
- późniejszy znak jest podobny lub identyczny z wcześniejszym znakiem towarowym, a został zgłoszony dla identycznych lub podobnych towarów lub usług, jeżeli istnieje możliwość wprowadzenia odbiorców w błąd (np. pomylenia przedsiębiorców przez konsumentów);
- późniejszy znak jest podobny lub identyczny z wcześniejszym renomowanym znakiem towarowym;
- późniejszy znak jest podobny lub identyczny z wcześniejszym powszechnie znanym znakiem towarowym, a został zgłoszony dla identycznych lub podobnych towarów lub usług, jeżeli istnieje możliwość wprowadzenia odbiorców w błąd.

Na zgłoszenie sprzeciwu uprawniony do wcześniejszego prawa ma niepodlegający przywróceniu termin, wynoszący 3 miesiące od daty opublikowania zgłoszenia przez Urząd Patentowy w Biuletynie Urzędu Patentowego.

### Licencja na używanie znaku towarowego
Zgodnie z art. 162 PWP uprawniony z prawa ochronnego na znak towarowy może udzielić innej osobie upoważnienia do używania znaku, zawierając z nią umowę licencyjną. Do umowy tej stosuje się odpowiednio przepisy art. 76 oraz art. 78 i 79 PWP. Licencjobiorca może udzielić sublicencji na używanie znaku towarowego w zakresie udzielonego mu upoważnienia.

### Zastrzeżenie znaku towarowego za granicą
Ochronę prawną znaku towarowego można uzyskać niemalże w każdym państwie na świecie. Oprócz działających przy nich krajowych urzędach patentowych istnieje możliwość zastrzeżenia znaku towarowego w kilku krajach za pomocą jednego wniosku. Dotyczy to następujących urzędów:
- Urząd Unii Europejskiej ds. Własności Intelektualnej (EUIPO) – w ramach procedury unijnej można zastrzec ochronę znaku towarowego we wszystkich krajach członkowskich Unii Europejskiej (również przyszłych) w ramach jednego wniosku i jednej opłaty. Siedziba EUIPO mieści się w Alicante, a zgłoszenie i wniosek mogą być rozpatrywane w języku urzędowym wnioskodawcy.
- Światowa Organizacja Własności Intelektualnej (WIPO) – procedura międzynarodowa pozwala na zastrzeżenie znaku towarowego jednym wnioskiem w 193 państwach będących członkami WIPO. Podstawą złożenia wniosku jest uprzednia rejestracja znaku towarowego w jednym z państw członkowskich WIPO bądź w EUIPO. Wniosek składa się za pośrednictwem urzędu, w którym dokonano uprzednio rejestracji znaku towarowego.
- Urząd Beneluksu ds. Własności Intelektualnej (BOIP) – w ramach tej procedury zarejestrujemy jednym wnioskiem i opłatą znak towarowy w trzech państwach położonych w regionie Beneluksu, tj. Belgii, Holandii i Luksemburgu. Nie ma możliwości rejestracji znaku towarowego tylko w jednym z tych krajów.

Pozostałe regionalne urzędy o zasięgu kontynentalnym to:
- Euroazjatycka Organizacja Patentowa (EAPO)
- Afrykańska Organizacja Własności Intelektualnej (ARIPO)[24][25]

## Znak towarowy w Polsce
Zgodnie z polskim prawem, (konkretnie z art. 120 ustawy z dnia 30 czerwca 2000 r. Prawo własności przemysłowej), aby dane oznaczenie mogłoby być zarejestrowane jako znak towarowy musi spełniać dwa warunki: (1) musi nadawać się do odróżniania towarów/usług jednego przedsiębiorstwa od towarów/usług drugiego przedsiębiorstwa oraz (2) musi być możliwe do przedstawienia w oficjalnym urzędowym rejestrze znaków towarowych w sposób, który umożliwi każdej osobie jego odczytanie z identycznym wynikiem (brak swobody interpretacji znaku).
Znakiem towarowym może być w szczególności wyraz, rysunek, ornament, kompozycja kolorystyczna, forma przestrzenna, w tym forma towaru lub opakowania, a także melodia lub inny sygnał dźwiękowy. Potocznie na znak towarowy mówi się „znak handlowy”, „znak firmowy”, „firmowa nazwa” lub „logo”.
Aby znak towarowy korzystał z ochrony prawnej, musi zostać zarejestrowany w odpowiednim urzędzie ds. własności przemysłowej. W Polsce jest to Urząd Patentowy RP z siedzibą w Warszawie. Czas trwania prawa ochronnego na znak towarowy wynosi 10 lat i istnieje możliwość jego przedłużenia na kolejne okresy. Prawo ochronne ogranicza się do towarów i usług wskazanych w zgłoszeniu. Przez uzyskanie prawa ochronnego nabywa się prawo wyłącznego używania znaku towarowego w sposób zarobkowy lub zawodowy na określonym obszarze. Uprawniony może wskazać, że jego znak został zarejestrowany, poprzez umieszczenie w sąsiedztwie znaku towarowego litery „R” wpisanej w okrąg.
Polskie prawo ochronne na znak towarowy wygasa na skutek jego nieużywania w sposób rzeczywisty przez nieprzerwany okres pięciu lat, chyba że istnieją ważne powody jego nieużywania, które nie mogą być utożsamiane jedynie z trudnościami natury podatkowej lub ryzykiem gospodarczym.